# Música Global
Música Global (Música Global Discogràfica S.L.) és una companyia discogràfica catalana creada l'any 1995 amb seu a Girona, Catalunya, i amb oficina també a Barcelona. I la seva filosofia sempre ha estat promoure els artistes de Catalunya, de les Illes Balears, del País Valencià i d'Andorra.

## Història
Va ser l'any 1995 amb el grup Ja T’ho Diré, que Música Global va començar a situar-se en els mitjans de comunicació, arribant a posicionar a Ja T’ho Diré com un dels grups més importants en el panorama musical. I amb l'entrada de Sopa de Cabra al segell, la discogràfica va aconseguir tornar a situar al grup en el més alt de popularitat i crítica amb tres discos d'Or.
Avui dia compten amb més de 10.000 referències en català i un ventall amb els millors artistes de Catalunya de diferents gèneres musicals com Ja T'ho Diré, Sopa de Cabra, Lax'n'Busto, Companyia Elèctrica Dharma, Brams, Dept, Whiskyn's, Pau Vallvé, Maria Coma, Ferran Palau, Beth, Miquel Abras, Gertrudis, La Folie, La Iaia, Marc Parrot, Quimi Portet, Casa Rusa, Enric Verdaguer (Henrio), entre d'altres.
Des de 2004 s'han impulsat carreres d'artistes catalans i mallorquins com Miki Núñez, Doctor Prats, Buhos, Els Amics dels Arts, La Pegatina, Samantha, Manu Guix, Porto Bello, Obeses, Gossos, Judit Neddermann, Jordi Ninus, Alísia Rey, Elena Gadel, Manel Navarro, Sense Sal, Pantaleó, Segonamà, Mosaic, Joan Garrido, Simfònica de Cobla i Corda de Catalunya, Glaucs, Jofre Bardagí, Emboirats, Gigi Ros, Maria Jacobs o Arc de Triomf.
A més, Música Global ha publicat discos tribut, projectes originals, recopilatoris i/o productes de “Special Màrqueting” tan importants com: El tribut a Sopa de Cabra “Podré tornar enrere”, “Deixa’t estimat... en català”, “Altres cançons de Nadal”, “Porca Misèria”, “Tribut a Umpah-Pah”, “50 anys de la nova cançó”, “No me la puc treure del cap”, “De la Senyora a la República” de TVE amb Joint Venture amb Sony Music, el disc del programa “Delicatessen” de Ràdio Icat FM, “El Convidat”, “Polseres Vermelles”, “Oh Happy Day”, “Cities”, “Merlí” de TV3, i molts més.
L'any 2008 es lliura a Gossos un disc d'Or pel seu treball “Metamorfosi” i el reconeixement de 5 premis Enderrock i un premi al disc català de l'any pel disc “Oxigen”.
Un any més tard, s'aconsegueix el mateix amb Miquel Abras, que va ser guardonat amb 3 premis Enderrock i el disc català del 2009.
En el 2010 es va crear un subsegell anomenat “Amniòtic Rècords”, amb l'objectiu de recollir els nous artistes i grups més representatius del panorama indie català com Maria Coma, Inspira, Pau Vallvé, O_mä, Nico Roig, Ferran Palau, etc. I així mateix, també es va generar el subsegell de música infantil en català que es diu “Música Trapella”.
En el 2012 se'ls va fer lliurament del disc d'or a “Cop de Rock” del musical de Dagoll Dagom.
I un any més tard, amb 30 discos editats, Global continua apostant per la música del país. Reben un disc de platí per a les més de 40.000 còpies venudes de “Polseres Vermelles”, i dos discos d'or a “Oh Happy Day” i al grup Ja T’ho Diré amb “Moviments Salvatges” per a les més de 20.000 còpies venudes. Però va ser amb Els Catarres amb qui aconsegueix tenir el gran èxit de l'any, on a part de ser “la cançó de l'estiu”, aconsegueix els millors Premis de 2013: 4 Premis Enderrock, Premi Arc, Premi Disc Català de l’Any, entre d'altres.
En el 2014 reben el disc d'or amb “Oh Happy Day 2”, i produeixen discos com “On és la Màgia” de la Iaia, “Paisatges de Tinta” de Els Catarres, “Sortir per la finestra” de Marc Parrot i així fins a 20 discos. A més de la creació d’un sub-segell Dance per a autors catalans, “MGD Rècords”, comandat pel productor de Girona, Albert Kik. I aposten també per la producció amb disc de l'espectacle “El petit Príncep”.
L’any 2015 surt un dels discos més valorats, premiats i amb més èxit de tota la música catalana. El disc “Big bang” de Els Catarres, així com els nous discos de Obeses (Millor disc per a la crítica), Nyandú, Pepet i Marieta, Pantaleó, XY, i Carles Carolina.
També aquest any formen la primera Joint Venture amb una multinacional (Sony Music), amb un jove d'Igualada que tota la crítica musical el situa com un dels valors més emergents de tota Catalunya i Europa: Enric Verdaguer, amb qui ja feia tres anys que es treballava.
Es torna a aconseguir l'entrega d'un disc d'Or per la segona temporada de “Oh Happy Day”, i treuen els nous discos dels guanyadors: In crescendo, Deudeveu, Geriona i A-Grup Vocal. I també es va fundar en aquest any un nou sub-segell enfocat al públic infantil, “Petits Miracles”.
Durant el 2016, a part de treure els nous discos de Gossos, Quimi Portet, Buhos o els 10 anys de Projecte Mut, aposten per artistes més difícils de “públic” però no menys atractius i de qualitat, com Estupida Erikah, Pësh, Porto Bello, La Folie, Jordi Ninus, Eduard Canimas, etc.; i es publica el doble treball de la Simfònica de Cobla i Corda de Catalunya amb un homenatge a Lluís Llach. També signen amb Sony Music una Joint Venture per a apostar per la carrera del guanyador del concurs produït per Música Global “Teen Star”, Manel Navarro; al qual se li publica el seu primer single “Candle”. I finalment, es va lliurar el Disc d'Or al grup Els Catarres i al musical El Petit Príncep.
En el 2015-2016 l'empresa va celebrar els seus 20 anys dins de la indústria musical essent pioners en la publicació i promoció d'artistes en llengua catalana.
L’any 2018, grans artistes del panorama català com: Els Catarres, Doctor Prats, Buhos, Obeses i Gossos treuen àlbums i singles amb molta repercussió. Discos de prestigi com Marc Parrot, Jules i Pësh; apostes com Jordi Ninus o Bipolar; projectes com “Onyric” (Teatre musical) o El Petit Príncep, i la Simfònica de Cobla i Corda de Catalunya amb el disc de “Llull”.
El 2020, va ser un any complicat per a tots a causa de la pandèmia, i l'empresa va haver d'adaptar-se a les noves formes de comercialització i promoció dels projectes, donant èmfasis sobretot a les noves tecnologies. Així doncs, seguint el treball realitzat en el 2019, es va continuar apostant per l'artista Miki Nuñez i el seu nou disc “Iceberg”, que va veure la llum a finals de 2020.
De la mateixa manera es va apostar per grups nous, però de renom, com són Els Amics dels Arts amb el seu disc “El senyal que esperaves”.
Paral·lelament, es van publicar i van promocionar altres discos d'artistes com: Buhos (El dia de la victòria), Blaumut (0001), Glaucs (Tot és possible), Segonamà (Erial), i el disc commemoratiu els 25 anys de Música Global juntament amb la Simfònica de Cobla i Corda de Catalunya, entre d'altres. A part, del llançament de 18 singles nous originals de Blaumut, Manel Navarro, Segonamà, Miki Nuñez, David Nuri, Arnau Tordera, Alísia Rey, Doctor Prats, Joan Garrido, Buhos, Dave, Tomàs Roca, Obeses i Maria Jacobs; i la realització de 34 videoclips.
El 2021, entren a formar part del repertori de Música Global artistes com Gigi Ros, Mosaic o La Pegatina. El 2022, un colp finalitzat el concurs televisiu Eufòria, van incorporar Mariona Escoda i Edu Esteve.
A més, Música Global ha participat en cinc festivals d'Eurovisión. Tres representant Andorra (2004 - Istanbul (Turquia) a Marta Roure, 2006 - Atenes (Grècia) a Jenny, i 2007 - Hèlsinki (Finlàndia) a Anonymous) i dos a Espanya (2017 - Kíev (Ucraïna) a Manel Navarro, i 2019 - Tel-Aviv (Israel) a Miki Núñez).
| Artistes i grups de Música Global i Mass Records |
| ------------------------------------------------ |
| Arc de Triomf                                    |
| Amelie                                           |
| Anonymous                                        |
| Aramateix                                        |
| Bipolar                                          |
| Bizarre                                          |
| Beth                                             |
| Blaumut (àlbum Equilibri)                        |
| Buhos                                            |
| Eduard Canimas                                   |
| Companyia Elèctrica Dharma                       |
| Cris Juanico                                     |
| Delên                                            |
| Dept                                             |
| Doctor Prats                                     |
| Edu Esteve                                       |
| Elena Gadel                                      |
| Els Amics de les Arts                            |
| Emboirats                                        |
| Es Reboster                                      |
| Estanislau Verdet                                |
| Fora des Sembrat                                 |
| Frenètic                                         |
| Gazpacho                                         |
| Gerard Quintana                                  |
| Gertrudis                                        |
| Gigi Ros                                         |
| Glaucs                                           |
| Gossos                                           |
| Ja t'ho diré                                     |
| Joan Garrido                                     |
| Jofre Bardagí                                    |
| Jordi Batiste                                    |
| Josep Thió                                       |
| Judit Neddermann                                 |
| Junts                                            |
| La Pegatina                                      |
| Lax'n'Busto                                      |
| Manel Navarro                                    |
| Manu Guix                                        |
| Marc Parrot                                      |
| Maria Jacobs                                     |
| Mariona Escoda                                   |
| Menaix a Truà                                    |
| Miquel Abras                                     |
| Miki Nuñez                                       |
| Mone                                             |
| Mosaic                                           |
| Nut                                              |
| Obeses                                           |
| Quimi Portet                                     |
| Pantaleó                                         |
| Pep Poblet                                       |
| Pere Espinosa                                    |
| Porto Bello                                      |
| Samantha                                         |
| Segonamà                                         |
| Sense Sal                                        |
| Sopa de Cabra                                    |
| Toni Xuclà                                       |
| Whiskyn's                                        |